# Tournoi d'Australie de rugby à sept 2017
Navigation
2016 2018
Le tournoi d'Australie de rugby à sept 2017 est la quatrième étape la saison 2016-2017 du World Rugby Sevens Series. Elle se déroule les 4 et 5 février 2017 à Sydney, en Australie.

## Équipes participantes
Seize équipes participent au tournoi quinze équipes qualifiées d'office plus une invitée :
- Afrique du Sud
- Angleterre
- Argentine
- Australie
- Canada
- Écosse
- États-Unis
- France
- Fidji
- Pays de Galles
- Japon
- Kenya
- Nouvelle-Zélande
- Russie
- Samoa
- Papouasie-Nouvelle-Guinée (invitée)

## Phase de poules
Les 16 équipes sont réparties en poules de 4 équipes qui se rencontrent une fois chacune. Les points sont attribués en fonction du résultat du match comme suit :
- Victoire : 3 points
- Égalité : 2 points
- Défaite : 1 point
- Forfait : 0 point

En cas d'égalité on départage les équipes selon les règles suivantes :
1. Le vainqueur du match des 2 équipes à égalité
2. La différence de points marqués et reçus durant la poule
3. La différence d'essais marqués et reçus durant la poule
4. Tirage au sort

Résultats de la phase de poules

### Poule A
| Rang | Pays           | J | V | N | D | Em | Ee | Pm | Pe | Diff | Pts |
| ---- | -------------- | - | - | - | - | -- | -- | -- | -- | ---- | --- |
| 1    | Angleterre     | 3 | 3 | 0 | 0 | 10 | 5  | 66 | 27 | +39  | 9   |
| 2    | Afrique du Sud | 3 | 2 | 0 | 1 | 11 | 4  | 61 | 28 | +33  | 7   |
| 3    | Kenya          | 3 | 1 | 0 | 2 | 6  | 7  | 36 | 45 | -9   | 5   |
| 4    | Japon          | 3 | 0 | 0 | 3 | 2  | 13 | 12 | 75 | -63  | 3   |

| 4 février 2017 10 h 58 UTC+10:00 | Angleterre   | 19 - 12 (0 - 7) | Kenya        | Sydney Football Stadium, Sydney |
| 4 février 2017 10 h 58 UTC+10:00 | Essai(s) : 3 |                 | Essai(s) : 2 | Sydney Football Stadium, Sydney |
| 4 février 2017 10 h 58 UTC+10:00 |              |                 |              | Sydney Football Stadium, Sydney |

| 4 février 2017 11 h 20 UTC+10:00 | Afrique du Sud | 32 - 0 (15 - 0) | Japon        | Sydney Football Stadium, Sydney |
| 4 février 2017 11 h 20 UTC+10:00 | Essai(s) : 6   |                 | Essai(s) : 0 | Sydney Football Stadium, Sydney |
| 4 février 2017 11 h 20 UTC+10:00 |                |                 |              | Sydney Football Stadium, Sydney |

| 4 février 2017 14 h 53 UTC+10:00 | Angleterre   | 26 - 0 (14 - 0) | Japon        | Sydney Football Stadium, Sydney |
| 4 février 2017 14 h 53 UTC+10:00 | Essai(s) : 4 |                 | Essai(s) : 0 | Sydney Football Stadium, Sydney |
| 4 février 2017 14 h 53 UTC+10:00 |              |                 |              | Sydney Football Stadium, Sydney |

| 4 février 2017 15 h 15 UTC+10:00 | Afrique du Sud | 14 - 7 (0-7) | Kenya        | Sydney Football Stadium, Sydney |
| 4 février 2017 15 h 15 UTC+10:00 | Essai(s) : 2   |              | Essai(s) : 1 | Sydney Football Stadium, Sydney |
| 4 février 2017 15 h 15 UTC+10:00 |                |              |              | Sydney Football Stadium, Sydney |

| 4 février 2017 19 h 51 UTC+10:00 | Kenya        | 17 - 12 (5-7) | Japon        | Sydney Football Stadium, Sydney |
| 4 février 2017 19 h 51 UTC+10:00 | Essai(s) : 3 |               | Essai(s) : 2 | Sydney Football Stadium, Sydney |
| 4 février 2017 19 h 51 UTC+10:00 |              |               |              | Sydney Football Stadium, Sydney |

| 4 février 2017 20 h 13 UTC+10:00 | Afrique du Sud | 15 - 21 (10-7) | Angleterre   | Sydney Football Stadium, Sydney |
| 4 février 2017 20 h 13 UTC+10:00 | Essai(s) : 3   |                | Essai(s) : 3 | Sydney Football Stadium, Sydney |
| 4 février 2017 20 h 13 UTC+10:00 |                |                |              | Sydney Football Stadium, Sydney |

### Poule B
| Rang | Pays           | J | V | N | D | Em | Ee | Pm | Pe | Diff | Pts |
| ---- | -------------- | - | - | - | - | -- | -- | -- | -- | ---- | --- |
| 1    | Pays de Galles | 3 | 2 | 1 | 0 | 7  | 6  | 49 | 34 | +15  | 8   |
| 2    | Fidji          | 3 | 2 | 0 | 1 | 14 | 5  | 86 | 35 | +51  | 7   |
| 3    | France         | 3 | 1 | 0 | 2 | 6  | 9  | 36 | 59 | -23  | 5   |
| 4    | Samoa          | 3 | 0 | 1 | 2 | 3  | 10 | 21 | 64 | -43  | 4   |

| 4 février 2017 10 h 14 UTC+10:00 | France       | 12 - 14 (5 - 7) | Pays de Galles | Sydney Football Stadium, Sydney |
| 4 février 2017 10 h 14 UTC+10:00 | Essai(s) : 2 |                 | Essai(s) : 2   | Sydney Football Stadium, Sydney |
| 4 février 2017 10 h 14 UTC+10:00 |              |                 |                | Sydney Football Stadium, Sydney |

| 4 février 2017 10 h 36 UTC+10:00 | Fidji        | 40 - 0 (26 - 0) | Samoa        | Sydney Football Stadium, Sydney |
| 4 février 2017 10 h 36 UTC+10:00 | Essai(s) : 6 |                 | Essai(s) : 0 | Sydney Football Stadium, Sydney |
| 4 février 2017 10 h 36 UTC+10:00 |              |                 |              | Sydney Football Stadium, Sydney |

| 4 février 2017 13 h 20 UTC+10:00 | France       | 17 - 14 (10 - 7) | Samoa        | Sydney Football Stadium, Sydney |
| 4 février 2017 13 h 20 UTC+10:00 | Essai(s) : 3 |                  | Essai(s) : 2 | Sydney Football Stadium, Sydney |
| 4 février 2017 13 h 20 UTC+10:00 |              |                  |              | Sydney Football Stadium, Sydney |

| 4 février 2017 13 h 42 UTC+10:00 | Fidji        | 15 - 28 (10 - 21) | Pays de Galles | Sydney Football Stadium, Sydney |
| 4 février 2017 13 h 42 UTC+10:00 | Essai(s) : 3 |                   | Essai(s) : 4   | Sydney Football Stadium, Sydney |
| 4 février 2017 13 h 42 UTC+10:00 |              |                   |                | Sydney Football Stadium, Sydney |

| 4 février 2017 19 h 07 UTC+10:00 | Pays de Galles | 7 - 7 (0-0) | Samoa        | Sydney Football Stadium, Sydney |
| 4 février 2017 19 h 07 UTC+10:00 | Essai(s) : 1   |             | Essai(s) : 1 | Sydney Football Stadium, Sydney |
| 4 février 2017 19 h 07 UTC+10:00 |                |             |              | Sydney Football Stadium, Sydney |

| 4 février 2017 19 h 29 UTC+10:00 | Fidji        | 31 - 7 (14-0) | France       | Sydney Football Stadium, Sydney |
| 4 février 2017 19 h 29 UTC+10:00 | Essai(s) : 5 |               | Essai(s) : 1 | Sydney Football Stadium, Sydney |
| 4 février 2017 19 h 29 UTC+10:00 |              |               |              | Sydney Football Stadium, Sydney |

### Poule C
| Rang | Pays                      | J | V | N | D | Em | Ee | Pm | Pe | Diff | Pts |
| ---- | ------------------------- | - | - | - | - | -- | -- | -- | -- | ---- | --- |
| 1    | Nouvelle-Zélande          | 3 | 3 | 0 | 0 | 11 | 4  | 71 | 28 | +43  | 9   |
| 2    | Australie                 | 3 | 2 | 0 | 1 | 13 | 7  | 83 | 47 | +36  | 7   |
| 3    | Écosse                    | 3 | 1 | 0 | 2 | 7  | 11 | 47 | 69 | -22  | 5   |
| 4    | Papouasie-Nouvelle-Guinée | 3 | 0 | 0 | 3 | 4  | 13 | 26 | 83 | -57  | 3   |

| 4 février 2017 11 h 42 UTC+10:00 | Nouvelle-Zélande | 26 - 14 (14-14) | Australie    | Sydney Football Stadium, Sydney |
| 4 février 2017 11 h 42 UTC+10:00 | Essai(s) : 4     |                 | Essai(s) : 2 | Sydney Football Stadium, Sydney |
| 4 février 2017 11 h 42 UTC+10:00 |                  |                 |              | Sydney Football Stadium, Sydney |

| 4 février 2017 12 h 04 UTC+10:00 | Écosse       | 26 - 12 (12-5) | Papouasie-Nouvelle-Guinée | Sydney Football Stadium, Sydney |
| 4 février 2017 12 h 04 UTC+10:00 | Essai(s) : 4 |                | Essai(s) : 2              | Sydney Football Stadium, Sydney |
| 4 février 2017 12 h 04 UTC+10:00 |              |                |                           | Sydney Football Stadium, Sydney |

| 4 février 2017 15 h 37 UTC+10:00 | Nouvelle-Zélande | 31 - 7 (12-7) | Papouasie-Nouvelle-Guinée | Sydney Football Stadium, Sydney |
| 4 février 2017 15 h 37 UTC+10:00 | Essai(s) : 5     |               | Essai(s) : 1              | Sydney Football Stadium, Sydney |
| 4 février 2017 15 h 37 UTC+10:00 |                  |               |                           | Sydney Football Stadium, Sydney |

| 4 février 2017 15 h 59 UTC+10:00 | Écosse       | 14 - 43 (7-24) | Australie    | Sydney Football Stadium, Sydney |
| 4 février 2017 15 h 59 UTC+10:00 | Essai(s) : 2 |                | Essai(s) : 7 | Sydney Football Stadium, Sydney |
| 4 février 2017 15 h 59 UTC+10:00 |              |                |              | Sydney Football Stadium, Sydney |

| 4 février 2017 20 h 35 UTC+10:00 | Australie    | 26 - 7 (14-7) | Papouasie-Nouvelle-Guinée | Sydney Football Stadium, Sydney |
| 4 février 2017 20 h 35 UTC+10:00 | Essai(s) : 4 |               | Essai(s) : 1              | Sydney Football Stadium, Sydney |
| 4 février 2017 20 h 35 UTC+10:00 |              |               |                           | Sydney Football Stadium, Sydney |

| 4 février 2017 20 h 57 UTC+10:00 | Écosse       | 7 - 14 (7-7) | Nouvelle-Zélande | Sydney Football Stadium, Sydney |
| 4 février 2017 20 h 57 UTC+10:00 | Essai(s) : 1 |              | Essai(s) : 2     | Sydney Football Stadium, Sydney |
| 4 février 2017 20 h 57 UTC+10:00 |              |              |                  | Sydney Football Stadium, Sydney |

### Poule D
| Rang | Pays       | J | V | N | D | Em | Ee | Pm | Pe | Diff | Pts |
| ---- | ---------- | - | - | - | - | -- | -- | -- | -- | ---- | --- |
| 1    | États-Unis | 3 | 2 | 0 | 1 | 11 | 9  | 67 | 55 | +12  | 7   |
| 2    | Argentine  | 3 | 1 | 1 | 1 | 9  | 9  | 55 | 53 | +2   | 6   |
| 3    | Canada     | 3 | 1 | 1 | 1 | 8  | 9  | 48 | 55 | -7   | 6   |
| 4    | Russie     | 3 | 1 | 0 | 2 | 6  | 7  | 38 | 45 | -7   | 5   |

| 4 février 2017 9 h 30 UTC+10:00 | Argentine    | 19 - 22 (7-12) | États-Unis   | Sydney Football Stadium, Sydney |
| 4 février 2017 9 h 30 UTC+10:00 | Essai(s) : 3 |                | Essai(s) : 4 | Sydney Football Stadium, Sydney |
| 4 février 2017 9 h 30 UTC+10:00 |              |                |              | Sydney Football Stadium, Sydney |

| 4 février 2017 9 h 52 UTC+10:00 | Canada       | 12 - 7 (12-7) | Russie       | Sydney Football Stadium, Sydney |
| 4 février 2017 9 h 52 UTC+10:00 | Essai(s) : 2 |               | Essai(s) : 1 | Sydney Football Stadium, Sydney |
| 4 février 2017 9 h 52 UTC+10:00 |              |               |              | Sydney Football Stadium, Sydney |

| 4 février 2017 12 h 36 UTC+10:00 | Argentine    | 19 - 14 (0-14) | Russie       | Sydney Football Stadium, Sydney |
| 4 février 2017 12 h 36 UTC+10:00 | Essai(s) : 3 |                | Essai(s) : 2 | Sydney Football Stadium, Sydney |
| 4 février 2017 12 h 36 UTC+10:00 |              |                |              | Sydney Football Stadium, Sydney |

| 4 février 2017 12 h 58 UTC+10:00 | Canada       | 19 - 31 (14-14) | États-Unis   | Sydney Football Stadium, Sydney |
| 4 février 2017 12 h 58 UTC+10:00 | Essai(s) : 3 |                 | Essai(s) : 5 | Sydney Football Stadium, Sydney |
| 4 février 2017 12 h 58 UTC+10:00 |              |                 |              | Sydney Football Stadium, Sydney |

| 4 février 2017 18 h 23 UTC+10:00 | États-Unis   | 14 - 17 (7-5) | Russie       | Sydney Football Stadium, Sydney |
| 4 février 2017 18 h 23 UTC+10:00 | Essai(s) : 2 |               | Essai(s) : 3 | Sydney Football Stadium, Sydney |
| 4 février 2017 18 h 23 UTC+10:00 |              |               |              | Sydney Football Stadium, Sydney |

| 4 février 2017 18 h 45 UTC+10:00 | Canada       | 17 - 17 (7-12) | Argentine    | Sydney Football Stadium, Sydney |
| 4 février 2017 18 h 45 UTC+10:00 | Essai(s) : 3 |                | Essai(s) : 3 | Sydney Football Stadium, Sydney |
| 4 février 2017 18 h 45 UTC+10:00 |              |                |              | Sydney Football Stadium, Sydney |

### Tournois principaux

#### Cup
|  | Quarts de finale                   | Quarts de finale                   |                                    |                                    | Demi-finales                       | Demi-finales                       |    |  | Finale                             | Finale                             |
|  | Quarts de finale                   | Quarts de finale                   |                                    |                                    | Demi-finales                       | Demi-finales                       |    |  | Finale                             | Finale                             |
|  |                                    |                                    |                                    |                                    |                                    |                                    |    |  |                                    |                                    |
|  | 5 février 2017 - 11 h 58 UTC+10:00 | 5 février 2017 - 11 h 58 UTC+10:00 |                                    |                                    | 5 février 2017 - 15 h 53 UTC+10:00 | 5 février 2017 - 15 h 53 UTC+10:00 |    |  | 5 février 2017 - 18 h 51 UTC+10:00 | 5 février 2017 - 18 h 51 UTC+10:00 |
|  | 5 février 2017 - 11 h 58 UTC+10:00 | 5 février 2017 - 11 h 58 UTC+10:00 |                                    |                                    | 5 février 2017 - 15 h 53 UTC+10:00 | 5 février 2017 - 15 h 53 UTC+10:00 |    |  | 5 février 2017 - 18 h 51 UTC+10:00 | 5 février 2017 - 18 h 51 UTC+10:00 |
|  | Angleterre                         | 24                                 |                                    |                                    | 5 février 2017 - 15 h 53 UTC+10:00 | 5 février 2017 - 15 h 53 UTC+10:00 |    |  | 5 février 2017 - 18 h 51 UTC+10:00 | 5 février 2017 - 18 h 51 UTC+10:00 |
|  | Angleterre                         | 24                                 |                                    |                                    | 5 février 2017 - 15 h 53 UTC+10:00 | 5 février 2017 - 15 h 53 UTC+10:00 |    |  | 5 février 2017 - 18 h 51 UTC+10:00 | 5 février 2017 - 18 h 51 UTC+10:00 |
|  | Argentine                          | 7                                  |                                    |                                    | 5 février 2017 - 15 h 53 UTC+10:00 | 5 février 2017 - 15 h 53 UTC+10:00 |    |  | 5 février 2017 - 18 h 51 UTC+10:00 | 5 février 2017 - 18 h 51 UTC+10:00 |
|  | Argentine                          | 7                                  | Angleterre                         | 12                                 |                                    |                                    |    |  | 5 février 2017 - 18 h 51 UTC+10:00 | 5 février 2017 - 18 h 51 UTC+10:00 |
|  | 5 février 2017 - 12 h 20 UTC+10:00 |                                    | Angleterre                         | 12                                 |                                    |                                    |    |  | 5 février 2017 - 18 h 51 UTC+10:00 | 5 février 2017 - 18 h 51 UTC+10:00 |
|  |                                    | Nouvelle-Zélande                   | 5                                  |                                    |                                    |                                    |    |  | 5 février 2017 - 18 h 51 UTC+10:00 | 5 février 2017 - 18 h 51 UTC+10:00 |
|  | Nouvelle-Zélande                   | Nouvelle-Zélande                   | 5                                  | 24                                 |                                    |                                    |    |  | 5 février 2017 - 18 h 51 UTC+10:00 | 5 février 2017 - 18 h 51 UTC+10:00 |
|  | Nouvelle-Zélande                   |                                    |                                    | 24                                 |                                    |                                    |    |  | 5 février 2017 - 18 h 51 UTC+10:00 | 5 février 2017 - 18 h 51 UTC+10:00 |
|  | Fidji                              | 21                                 |                                    |                                    |                                    |                                    |    |  | 5 février 2017 - 18 h 51 UTC+10:00 | 5 février 2017 - 18 h 51 UTC+10:00 |
|  | Fidji                              | 21                                 | Angleterre                         | 14                                 |                                    |                                    |    |  |                                    |                                    |
|  | 5 février 2017 - 12 h 42 UTC+10:00 |                                    | Angleterre                         | 14                                 |                                    |                                    |    |  |                                    |                                    |
|  |                                    | Afrique du Sud                     | 29                                 |                                    |                                    |                                    |    |  |                                    |                                    |
|  | États-Unis                         | Afrique du Sud                     | 29                                 | 10                                 |                                    |                                    |    |  |                                    |                                    |
|  | États-Unis                         | 5 février 2017 - 16 h 15 UTC+10:00 |                                    | 10                                 |                                    |                                    |    |  |                                    |                                    |
|  | Afrique du Sud                     | 21                                 |                                    |                                    |                                    |                                    |    |  |                                    |                                    |
|  | Afrique du Sud                     | 21                                 | Afrique du Sud                     | 26                                 |                                    |                                    |    |  |                                    |                                    |
|  | 5 février 2017 - 13 h 04 UTC+10:00 | 5 février 2017 - 13 h 04 UTC+10:00 | Afrique du Sud                     | 26                                 | Match pour la 3e place             | Match pour la 3e place             |    |  |                                    |                                    |
|  | 5 février 2017 - 13 h 04 UTC+10:00 | 5 février 2017 - 13 h 04 UTC+10:00 |                                    | Australie                          | Match pour la 3e place             | Match pour la 3e place             | 12 |  |                                    |                                    |
|  | Pays de Galles                     | 0                                  | 5 février 2017 - 18 h 24 UTC+10:00 | 5 février 2017 - 18 h 24 UTC+10:00 |                                    |                                    | 12 |  |                                    |                                    |
|  | Pays de Galles                     | 0                                  | 5 février 2017 - 18 h 24 UTC+10:00 | 5 février 2017 - 18 h 24 UTC+10:00 |                                    |                                    |    |  |                                    |                                    |
|  | Australie                          | 26                                 |                                    | Nouvelle-Zélande                   | 29                                 |                                    |    |  |                                    |                                    |
|  | Australie                          | 26                                 |                                    | Nouvelle-Zélande                   | 29                                 |                                    |    |  |                                    |                                    |
|  |                                    |                                    |                                    |                                    |                                    |                                    |    |  | Australie                          | 14                                 |
|  |                                    |                                    |                                    |                                    |                                    |                                    |    |  | Australie                          | 14                                 |

#### Challenge Trophy
|  | Quarts de finale                   | Quarts de finale                   |        |    | Demi-finales                       | Demi-finales                       |  |  | Finale                             | Finale                             |
|  | Quarts de finale                   | Quarts de finale                   |        |    | Demi-finales                       | Demi-finales                       |  |  | Finale                             | Finale                             |
|  |                                    |                                    |        |    |                                    |                                    |  |  |                                    |                                    |
|  | 5 février 2017 - 10 h 30 UTC+10:00 | 5 février 2017 - 10 h 30 UTC+10:00 |        |    | 5 février 2017 - 14 h 25 UTC+10:00 | 5 février 2017 - 14 h 25 UTC+10:00 |  |  | 5 février 2017 - 17 h 24 UTC+10:00 | 5 février 2017 - 17 h 24 UTC+10:00 |
|  | 5 février 2017 - 10 h 30 UTC+10:00 | 5 février 2017 - 10 h 30 UTC+10:00 |        |    | 5 février 2017 - 14 h 25 UTC+10:00 | 5 février 2017 - 14 h 25 UTC+10:00 |  |  | 5 février 2017 - 17 h 24 UTC+10:00 | 5 février 2017 - 17 h 24 UTC+10:00 |
|  | Kenya                              | 0                                  |        |    | 5 février 2017 - 14 h 25 UTC+10:00 | 5 février 2017 - 14 h 25 UTC+10:00 |  |  | 5 février 2017 - 17 h 24 UTC+10:00 | 5 février 2017 - 17 h 24 UTC+10:00 |
|  | Kenya                              | 0                                  |        |    | 5 février 2017 - 14 h 25 UTC+10:00 | 5 février 2017 - 14 h 25 UTC+10:00 |  |  | 5 février 2017 - 17 h 24 UTC+10:00 | 5 février 2017 - 17 h 24 UTC+10:00 |
|  | Russie                             | 22                                 |        |    | 5 février 2017 - 14 h 25 UTC+10:00 | 5 février 2017 - 14 h 25 UTC+10:00 |  |  | 5 février 2017 - 17 h 24 UTC+10:00 | 5 février 2017 - 17 h 24 UTC+10:00 |
|  | Russie                             | 22                                 | Russie | 17 |                                    |                                    |  |  | 5 février 2017 - 17 h 24 UTC+10:00 | 5 février 2017 - 17 h 24 UTC+10:00 |
|  | 5 février 2017 - 10 h 52 UTC+10:00 |                                    | Russie | 17 |                                    |                                    |  |  | 5 février 2017 - 17 h 24 UTC+10:00 | 5 février 2017 - 17 h 24 UTC+10:00 |
|  |                                    | Samoa                              | 12     |    |                                    |                                    |  |  | 5 février 2017 - 17 h 24 UTC+10:00 | 5 février 2017 - 17 h 24 UTC+10:00 |
|  | Écosse                             | Samoa                              | 12     | 14 |                                    |                                    |  |  | 5 février 2017 - 17 h 24 UTC+10:00 | 5 février 2017 - 17 h 24 UTC+10:00 |
|  | Écosse                             |                                    |        | 14 |                                    |                                    |  |  | 5 février 2017 - 17 h 24 UTC+10:00 | 5 février 2017 - 17 h 24 UTC+10:00 |
|  | Samoa                              | 21                                 |        |    |                                    |                                    |  |  | 5 février 2017 - 17 h 24 UTC+10:00 | 5 février 2017 - 17 h 24 UTC+10:00 |
|  | Samoa                              | 21                                 | Russie | 26 |                                    |                                    |  |  |                                    |                                    |
|  | 5 février 2017 - 11 h 14 UTC+10:00 |                                    | Russie | 26 |                                    |                                    |  |  |                                    |                                    |
|  |                                    | France                             | 0      |    |                                    |                                    |  |  |                                    |                                    |
|  | Canada                             | France                             | 0      | 7  |                                    |                                    |  |  |                                    |                                    |
|  | Canada                             | 5 février 2017 - 14 h 47 UTC+10:00 |        | 7  |                                    |                                    |  |  |                                    |                                    |
|  | Japon                              | 19                                 |        |    |                                    |                                    |  |  |                                    |                                    |
|  | Japon                              | 19                                 | Japon  | 12 |                                    |                                    |  |  |                                    |                                    |
|  | 5 février 2017 - 11 h 36 UTC+10:00 |                                    | Japon  | 12 |                                    |                                    |  |  |                                    |                                    |
|  |                                    | France                             | 19     |    |                                    |                                    |  |  |                                    |                                    |
|  | France                             | France                             | 19     | 17 |                                    |                                    |  |  |                                    |                                    |
|  | France                             |                                    |        | 17 |                                    |                                    |  |  |                                    |                                    |
|  | Papouasie-Nouvelle-Guinée          | 0                                  |        |    |                                    |                                    |  |  |                                    |                                    |
|  | Papouasie-Nouvelle-Guinée          | 0                                  |        |    |                                    |                                    |  |  |                                    |                                    |

### Matchs de classement

#### Challenge 13e place
|  | Demi-finales                       | Demi-finales                       |       |    | Finale                             | Finale                             |
|  | Demi-finales                       | Demi-finales                       |       |    | Finale                             | Finale                             |
|  |                                    |                                    |       |    |                                    |                                    |
|  | 5 février 2017 - 13 h 41 UTC+10:00 | 5 février 2017 - 13 h 41 UTC+10:00 |       |    | 5 février 2017 - 16 h 57 UTC+10:00 | 5 février 2017 - 16 h 57 UTC+10:00 |
|  | 5 février 2017 - 13 h 41 UTC+10:00 | 5 février 2017 - 13 h 41 UTC+10:00 |       |    | 5 février 2017 - 16 h 57 UTC+10:00 | 5 février 2017 - 16 h 57 UTC+10:00 |
|  | Kenya                              | 19                                 |       |    | 5 février 2017 - 16 h 57 UTC+10:00 | 5 février 2017 - 16 h 57 UTC+10:00 |
|  | Kenya                              | 19                                 |       |    | 5 février 2017 - 16 h 57 UTC+10:00 | 5 février 2017 - 16 h 57 UTC+10:00 |
|  | Écosse                             | 14                                 |       |    | 5 février 2017 - 16 h 57 UTC+10:00 | 5 février 2017 - 16 h 57 UTC+10:00 |
|  | Écosse                             | 14                                 | Kenya | 5  |                                    |                                    |
|  | 5 février 2017 - 14 h 03 UTC+10:00 |                                    | Kenya | 5  |                                    |                                    |
|  |                                    | Canada                             | 10    |    |                                    |                                    |
|  | Canada                             | Canada                             | 10    | 33 |                                    |                                    |
|  | Canada                             |                                    |       | 33 |                                    |                                    |
|  | Papouasie-Nouvelle-Guinée          | 20                                 |       |    |                                    |                                    |
|  | Papouasie-Nouvelle-Guinée          | 20                                 |       |    |                                    |                                    |

#### Challenge 5e place
|  | Demi-finales                       | Demi-finales                       |       |    | Finale                             | Finale                             |
|  | Demi-finales                       | Demi-finales                       |       |    | Finale                             | Finale                             |
|  |                                    |                                    |       |    |                                    |                                    |
|  | 5 février 2017 - 15 h 09 UTC+10:00 | 5 février 2017 - 15 h 09 UTC+10:00 |       |    | 5 février 2017 - 17 h 57 UTC+10:00 | 5 février 2017 - 17 h 57 UTC+10:00 |
|  | 5 février 2017 - 15 h 09 UTC+10:00 | 5 février 2017 - 15 h 09 UTC+10:00 |       |    | 5 février 2017 - 17 h 57 UTC+10:00 | 5 février 2017 - 17 h 57 UTC+10:00 |
|  | Argentine                          | 21                                 |       |    | 5 février 2017 - 17 h 57 UTC+10:00 | 5 février 2017 - 17 h 57 UTC+10:00 |
|  | Argentine                          | 21                                 |       |    | 5 février 2017 - 17 h 57 UTC+10:00 | 5 février 2017 - 17 h 57 UTC+10:00 |
|  | Fidji                              | 38                                 |       |    | 5 février 2017 - 17 h 57 UTC+10:00 | 5 février 2017 - 17 h 57 UTC+10:00 |
|  | Fidji                              | 38                                 | Fidji | 35 |                                    |                                    |
|  | 5 février 2017 - 15 h 31 UTC+10:00 |                                    | Fidji | 35 |                                    |                                    |
|  |                                    | États-Unis                         | 12    |    |                                    |                                    |
|  | États-Unis                         | États-Unis                         | 12    | 19 |                                    |                                    |
|  | États-Unis                         |                                    |       | 19 |                                    |                                    |
|  | Pays de Galles                     | 10                                 |       |    |                                    |                                    |
|  | Pays de Galles                     | 10                                 |       |    |                                    |                                    |

## Bilan
Statistiques sportives
- Meilleur marqueur du tournoi : Seabelo Senatla ( Afrique du Sud) avec 9 essais[3]
- Meilleur réalisateur : Seabelo Senatla ( Afrique du Sud) avec 45 points
- Joueur de la finale :  Seabelo Senatla
- Impact player :  German Davydov
- Équipe type :
  -  Phil Burgess
  -  Kwagga Smith
  -  Danny Barrett
  -  Jerry Tuwai
  -  Justin Geduld
  -  Tim Mikkelson
  -  Seabelo Senatla

Affluences